# Euphorbia proballyana
Euphorbia proballyana es una especie fanerógama perteneciente a la familia Euphorbiaceae. Es endémica de Sudáfrica.

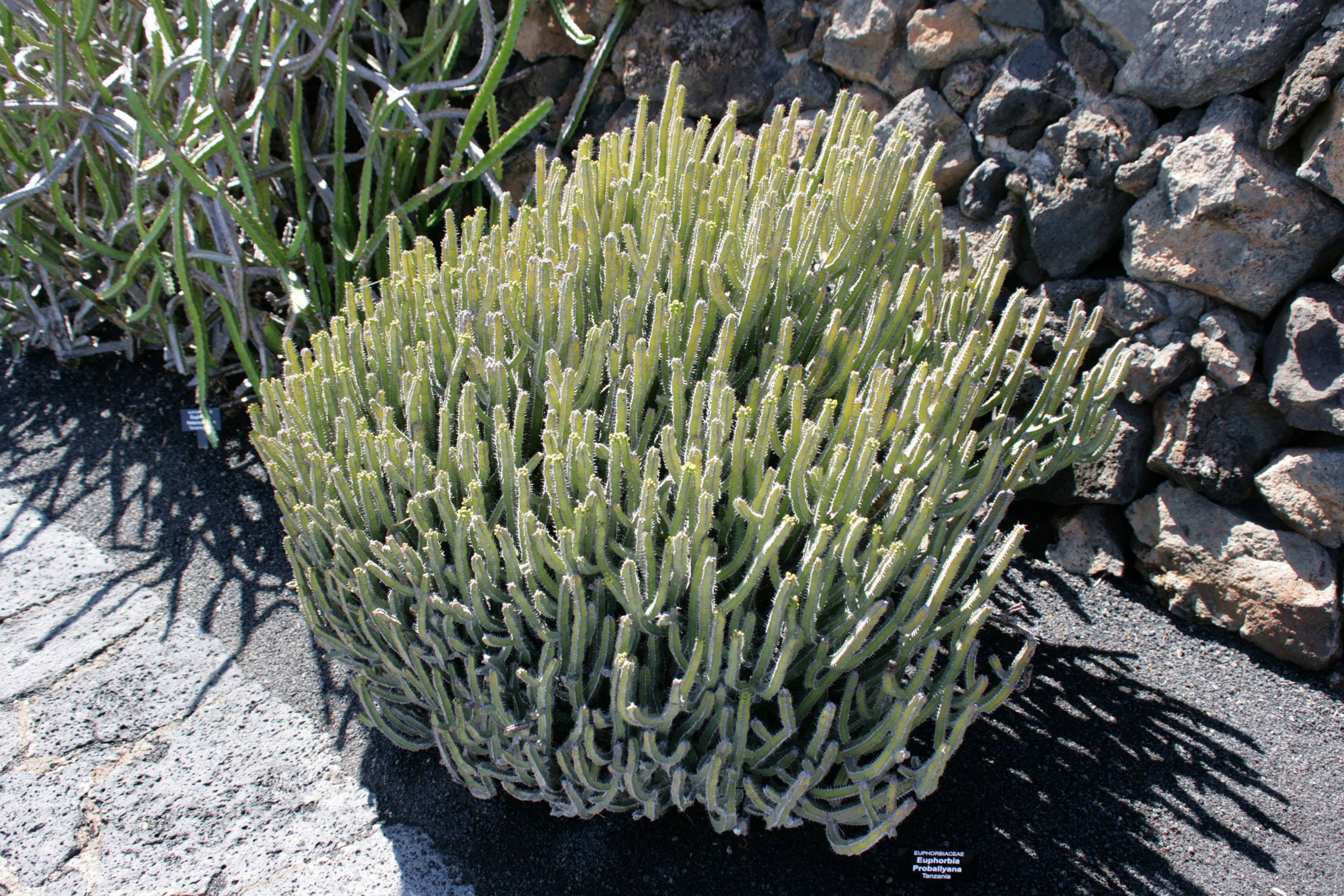
Vista de la planta

## Descripción
Es una especie compacta suculenta densamente ramificada que da lugar de cima plana, arbusto que alcanza un tamaño de <1-1,3 (-2) m de altura y 1,5 m de diámetro o más.

## Hábitat
Se encuentra en pendientes rocosas con suelos arenosos y en los bosques abiertos de Acacia, en la vegetación xerófila con  Adansonia digitata, Euphorbia quadrialata, Euphorbia candelabrum, Monadenium spinescens, Caralluma schweinfurthii, etc. a una altitud de 500-750 m s. n. m.
Es una especie cercana de Euphorbia quadrangularis.

## Taxonomía
Euphorbia proballyana fue descrita por Leslie Charles Leach y publicado en South African Journal of Botany 34: 289. 1968.
Etimología
Euphorbia: nombre genérico que deriva del médico griego del rey Juba II de Mauritania (52 a 50 a. C. - 23), Euphorbus, en su honor – o en alusión a su gran vientre –  ya que usaba médicamente Euphorbia resinifera. En 1753 Carlos Linneo asignó el nombre a todo el género.
proballyana: epíteto otorgado en honor del botánico suizo Peter René Oscar Bally (1895 - 1980).
Sinonimia
- Euphorbia proballyana var. proballyana
- Euphorbia proballyana var. multangula S.Carter (2000)[5][6]